# 阳水站
阳水站（韓語：양수역）是朝鮮民主主義人民共和國两江道三池渊郡的一個鐵路車站，属于三池渊线。

## 邻近车站
三池渊线
三浦站 - 阳水站 - 鲤明水站